# Péninsule de Çatalca

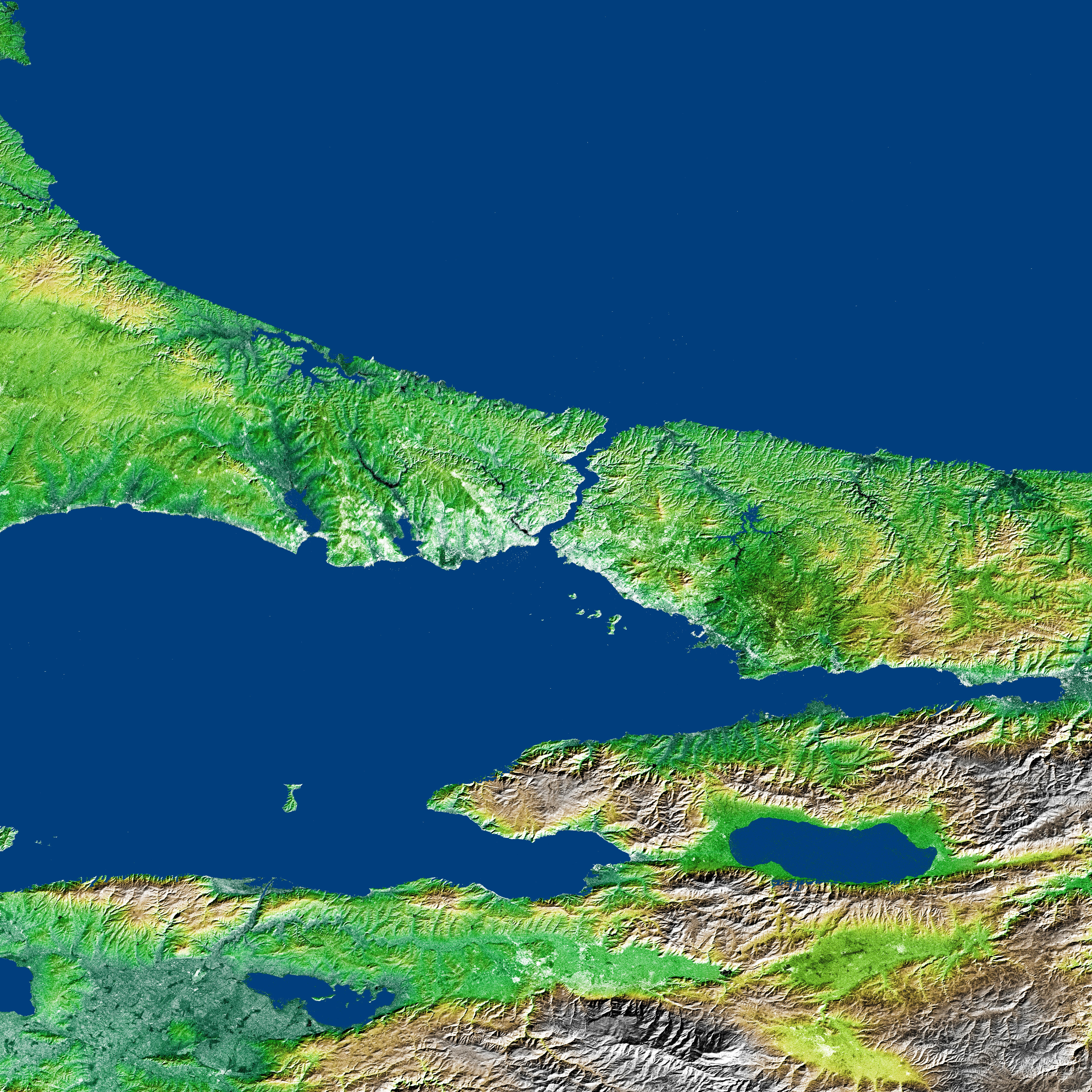
La péninsule de Çatalca, à l'ouest, et la péninsule de Kocaeli, à l'est, séparés par Le détroit du Bosphore.

La péninsule de Çatalca est une péninsule située en Thrace et séparant la mer Noire de la mer de Marmara, avec en face la péninsule de Kocaeli.